# PROM

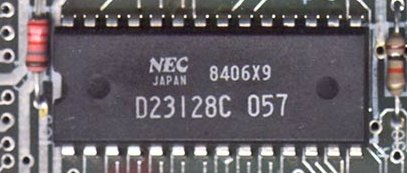
PROM D23128C numa placa de ZX Spectrum

A PROM (acronimo do inglês Programmable Read-Only Memory), ou OTP NVM (one-time programmable non-volatile memory) é um chip de memória programável com finalidade somente de leitura; uma forma de memória digital onde o estado de cada bit está trancado por um fusível ou antifusível (memória não volátil). Ao contrário do que acontece com a memória convencional, a programação não pode ser alterada (pelo menos pelo utilizador final).
A memória pode ser programada somente uma vez depois do fabrico usando o  processo irreversível do "rebentamento" dos fusíveis (usando um PROM blower). O rebentamento de um fusível abre uma ligação, enquanto que o rebentamento de um antifusível fecha uma ligação (daí o nome). A programação é feita pela aplicação de pulsos de alta voltagem, que não são encontrados durante a operação normal (tipicamente, de 12 a 21 volts). Uma PROM típica sai da fábrica com todos os bits no estado 1. A queima de um fusível durante a programação faz com que o seu bit passe a 0.
A PROM é usada para armazenar permanentemente os programas. São frequentemente encontradas em jogos de computador ou em produtos como dicionários electrónicos, onde é possível substituir PROM para diferentes línguas.
Atualmente muitos microcontroladores utilizam PROMs internas vazias, permitindo que sejam adquiridos sem dados para que possam ser programados pelo utilizador ou pela fábrica que o esteja utilizando nos seus projetos. Esta tecnologia é conhecida como One Time Programmable (programável uma única vez)

## História
A PROM foi inventada em 1956 por Wen Tsing Chow, trabalhando na Arma Division da American Bosch Arma Corporation em Garden City, Nova Iorque. A invenção foi feita a pedido da Força Aérea dos Estados Unidos, que procurava uma maneira mais flexível e segura de armazenar as constantes de alvo no computador digital do Atlas E/F ICBM. A patente e tecnologia associada esteve sob segredo durante os vários anos em que o Atlas E/F permaneceu como o principal míssil operacional da força de ICBMs dos Estados Unidos. O termo "queimar" (burn out) também se pode encontrar na patente original, visto que uma das implementações originais incluía queimar, literalmente, os filamentos internos dos díodos com uma sobrecarga de corrente a fim de produzir uma descontinuidade no circuito. As primeiras máquinas de programação de PROMs também foram desenvolvidas pelos engenheiros da Arma sob a direcção de Chow e estiveram instaladas no laboratório da Arma em Garden City e no quartel-general do Comando Aéreo Estratégico da Força Aérea. Sendo que naquela época,se planeja a união de sistemas para a visão estrutural.